# Équipe d'Algérie junior masculine de handball
Cet article traite de l'équipe masculine junior. Pour l'équipe masculine senior, voir Équipe d'Algérie masculine de handball.
Maillots
Dernière mise à jour : 29 juin 2025.
L'équipe d'Algérie junior masculine de handball représente la Fédération Algérienne de Handball lors des compétitions internationales des moins de 21 ans (junior), notamment aux Championnats d'Afrique junior et aux championnats du monde junior.

## Palmarès détaillé

### Championnat d'Afrique
- 1980 :  Nigeria - Troisième
- 1982 :  Bénin - Finaliste
- 1984 :  Nigeria - 5e place
- 1986 :  Algérie - Vainqueur
- 1988 :  Tunisie - Vainqueur
- 1990 :  Égypte - Finaliste
- 1992 :  Tunisie - Finaliste
- 1996 :  Égypte - Troisiéme
- 1998 :  Côte d'Ivoire - pas de participation
- 2000 :  Tunisie - Troisième
- 2002 :  Bénin - Troisième
- 2004 :  Côte d'Ivoire - pas de participation
- 2006 :  Côte d'Ivoire - 4e place
- 2008 :  Libye - 4e place
- 2010 :  Gabon - Troisième
- 2012 :  Côte d'Ivoire - 5e place
- 2014 :  Kenya - 4e place
- 2016 :  Mali - Troisième
- 2018 :  Maroc - 5e place
- 2020 :  Maroc - Annulé, à cause du Covid-19
- 2022 :  Rwanda - Finaliste
- 2024 :  Tunisie - Troisième

### Championnats du monde
- 1977 :  Suède - pas de participation
- 1979 :  Danemark /  Suède - pas de participation
- 1981 :  Portugal - pas de participation
- 1983 :  Finlande - pas de participation
- 1985 :  Italie - pas de participation
- 1987 :  Yougoslavie - 12e place
- 1989 :  Espagne - 14e place
- 1991 :  Grèce - pas de participation
- 1993 :  Égypte - 13e place
- 1995 :  Argentine - pas de participation
- 1997 :  Turquie - pas de participation
- 1999 :  Qatar - pas de participation
- 2001 :  Suisse - 12e place
- 2003 :  Brésil - 18e place
- 2005 :  Hongrie - pas de participation
- 2007 :  Macédoine du Nord - pas de participation
- 2009 :  Égypte - 19e place
- 2011 :  Grèce - 14e place
- 2013 :  Bosnie-Herzégovine - 24e place
- 2015 :  Brésil - 20e place
- 2017 :  Algérie - 14e place
- 2019 :  Espagne - pas de participation
- 2021 :  Hongrie - Annulé, à cause du Covid-19
- 2023 :  Allemagne /  Grèce - 22e place
- 2025 :  Pologne - 20e place

### Autres
- championnat arabe juniors 1989 : 1er sur 7 pays.

## Entraîneurs
- Farouk Bouzrar : vers 1980
- Hassen Khodja : de vers 1982 à vers 1986
- Mohamed Benkreira : vers 1988
- Saïd Hedjazi  : 2009
- Farouk Dehili  : 2011
- Sofiane Hiouani : 2013
- Achour Hasni : 2015
- Rabah Gherbi : 2017
- Hichem Boudrali : 2020

## Effectifs

### Effectifs dans les années
Championnat d'Afrique des nations 1980
- Boussebt, Mekaoui, Hadj Kouidri, Benmaghsoula, Harrat, Houd, Bensemra, Bouchekriou, Azeb, Madoun, Mokrani, Draouci, Seksaoui, Tamallah, Bouchami, Bourouila. Entraîneur : Farouk Bouzrar.

Championnat d'Afrique des nations 1982
- Mekkaoui, Benramdane, Hadj Kouidri, Bouchekriou, Tamallah, Moussaoui, Benhaddadi, Mouméne, A. Harrat, Bensadjrari, Keraz, Ouhib, Seksaoui, Tchakrabi, Boudrali, Mekla. Entraineur : Hassen Khodja

Championnat d'Afrique des nations 1984
- Amrouche, Mouheb, Bouzidi Hamiche, Khelil, Agrane, Djemaa, Aït Hocine, Khoualed, Touchichet, Aït Mahdi, Mouici, Kaoua, Chahlef, Mebrek, Ghorab, Abou M'Hemed, Mazari, Tlilani, Bensenouci

Championnat d'Afrique des nations 1986
- Hamdani, Dib, Chadli, Chouchaoui, Tekfa, Rouabhi, Cherbi , Mahmoud Bouanik, Agrane, Aït Abdessalem, Benmerabet, Belgouache, Kehla, Aït Hocine, Khalfallah, Mokrane. Entraineur : Hassen Khodja.

Championnat d'Afrique des nations 1988
- Dib, Rabah Gherbi, Chehlef Hadji, Benhamouda, Amara, Aoudi, Boughrara, Redouane Aouachria, Aissaoui, Imansourene, Mouméne, Redouane Saïdi, Khalfallah, Limam, Douadji. Entraineur : Mohamed Benkreira.

### Effectif au Championnat du monde 2015
Les joueurs au championnat du monde 2015 étaient[réf. nécessaire] :
- Alouache Ameur (CRB Baraki)
- Arezki Ammou (ES Aïn Touta)
- Benaniba Amin Yahia (CRBEE Alger)
- Berriah Lakhdar (MC Saïda)
- Bouhal Aziz (CRB Baraki)
- Boumehdi Smaïl (GSP)
- Deghoul Moncef (MB Tadjenant)
- Djebrouni Walid (JSE Skikda)
- Djeheiche Mehdi (HBC El-Biar)
- Griba Mohamed (NRB Djemila)
- Hachemi Chahreddine (JSE Skikda)
- Khelil Zakaria (GSP)
- Mouat Amir (JSE Skikda)
- Serir Mohamed (Aïn Beïda)
- Tekkarli Bilel (HBC El-Biar)
- Zemam Sofiane (GSP).

Entraîneur Hasni Achour